# 三裂喜林芋
三裂喜林芋（学名：Philodendron tripartitum），为天南星科喜林芋属下的一种植物。